# Antun Tudić
Antun Tudić (Lasovac kraj Bjelovara, 10. lipnja 1946.) hrvatski je kazališni, televizijski i filmski glumac.
Rodio se u Lasovcu, oko 20 km od Bjelovara. Završio je gimnaziju u Bjelovaru. Diplomirao je na Akademiji dramskih umjetnosti u Zagrebu. U ansamblu je zagrebačkog kazališta Kerempuh (prije Jazavac) od 1. srpnja 1976. godine. Tamo je igrao u oko 50 različitih kazališnih predstava. Samostalno je izvodio poeziju hrvatskih renesansnih pjesnika. Imao je nekoliko epizodnih uloga u filmovima i TV serijama. Objavio je zbirku pjesama "Baba Mara se boji groma" 2020. u nakladi Poezije subotom.

## Filmografija

### Filmske uloge
- "Isprani" (1995.)
- "Bitka na Neretvi" (1969.)

### Televizijske uloge
- "Mrkomir Prvi" kao Joso i vlastelin (2022. – 2023.)
- "Oblak u službi zakona" kao penzioner (2022.)
- "Metropolitanci" kao Grga Kušt (2022.)
- "Bogu iza nogu" kao Grga (2021.)
- "Dar mar" kao Radovan (2020.)
- "Na granici" kao Franjo (2018.)
- "Der Kroatien-Krimi" kao Muljačić (2016. – 2019.)
- "Najbolje godine" kao Srećko (2010.)
- "Hitna 94" kao Boris Jelić (2008.)
- "Putovanje u Vučjak" kao mlinar (1986.)
- "Inspektor Vinko" kao policijski inspektor (1985.)
- "Čovjek od riječi" 1983.)
- "Nepokoreni grad" (1982.)
- "Gruntovčani" kao ovčar #1 (1975.)